# Carcelia actaeosa
Carcelia actaeosa là một loài ruồi trong họ Tachinidae.